# Hiroo Inokuchi
Hiroo Inokuchi (japanisch 井口 洋夫, Inokuchi Hiroo; * 3. Februar 1927 in Dambara, Hiroshima; † 20. März 2014 in Tokio) war ein japanischer Chemiker. Er war Professor der Universität Tokio und des Instituts für Molekularwissenschaft (IMS) der japanischen Nationalen Forschungseinrichtungen für Naturwissenschaften (National Institutes of Natural Sciences).

## Werk
Inokuchi forschte bereits seit Ende der 1940er Jahre über elektronische Strukturen organischer Verbindungen, besonders von Molekülen mit Benzolring. Als einer der ersten forschte er über die elektrische Leitfähigkeit zwischen solchen Molekülen, wobei er aufzeigte, welch hohen Anwendungsnutzen diese für elektronische Bauteile haben kann. Seine Grundlagenforschung spielte eine wesentliche Rolle für die Entwicklung der Organischen Elektronik, die mit Molekülen als Schaltelementen arbeitet, in der Praxis angewandt z. B. bei Mobiltelefonen und TV-Flachbildschirmen, bis hin zu OLED-Displays. 
Hiroo Inokuchi forschte außerdem über den elektrischen Widerstand von pulverförmigem Kohlenstoff in bestimmten kontrollierten Umgebungen, bereits zu einer Zeit, als organische Materialien allgemein noch als nichtleitend betrachtet wurden. 
Auf der Tatsache aufbauend, dass die Struktur des organischen Moleküls Violanthrone-2 ähnlich der hexagonalen Grundstruktur reinen Kohlenstoffs ist, spielten Experimente von Inokuchi die führende Rolle bei der Entdeckung halbleitender Eigenschaften organischer Materialien, deren spätere Bezeichnung als „Organische Halbleiter“ von ihm stammt.
Inokuchis Forschungen waren auch bedeutend bei der Entdeckung, dass Brom oder Iod, wenn sie zu einem organischen Material wie Perylene-3 hinzugegeben werden, einen signifikanten Anstieg dessen elektrischer Leitfähigkeit bewirken. 
1975 wirkte Inokuchi an den japanischen Nationalinstituten für Naturwissenschaften beim Aufbau des weltweit renommierten Instituts für Molekularwissenschaft mit und wurde dessen Leiter.

## Auszeichnungen (Auswahl)
- 1994 Ernennung zum Bunka Kōrōsha, zur Person mit besonderen kulturellen Verdiensten
- 2001 Kulturorden
- 2007 erhielt er den Kyoto-Preis in der Kategorie Hochtechnologie.